# Apple Books
Apple Books (з січня 2010 по вересень 2018 року iBooks) — безкоштовний додаток від Apple Inc. для читання електронних книг. Працює тільки для пристроїв корпорації Apple. Зокрема для iPad, iPhone, iPod Touch і macOS. Є основною «читалкою» для пристроїв Apple. Спочатку створювалася для iPad, але потім стали з'являтися версії для інших пристроїв Apple. Реліз програми відбувся 27 січня 2010 року. Ця програма безкоштовна, її можна завантажити з App Store на пристрої. 10 червня 2013 року була анонсована версія iBooks і для настільних комп'ютерів Apple.

## Історія створення
iBooks була оголошена поряд з iPad на прес-конференції в січні 2010 року. Сам магазин iBookstore, однак, був відкритий в Америці за три дні до випуску iPad з введенням iTunes 9.1. Це була міра запобігання занадто великого трафіку на серверах Apple, так як вони були перевантажені в минулому, коли здійснювалися релізи iPhone. 8 квітня 2010 року Apple оголосила, що iBooks буде оновлено для підтримки iPhone і iPod Touch з iOS 4. 8 червня 2010 було оголошено, що iBooks буде оновлюватися близько разу на місяць, читатиме PDF файли, а також матиме можливість коментувати PDF файли та електронні книги. Станом на 1 липня Apple розширила iBooks в Канаду, але немає ні слова про майбутні розширення.
14 листопада 2013 року — вийшла версія iBooks 3.2 з дизайном у стилі iOS 7. Але багатьом користувачам це оновлення не сподобалося, і вперше, за всю історію iBooks, рейтинг програми в магазині App Store був нижче 2-х зірок. Починаючи з iOS 8 iBooks стане системним додатком, який буде неможливо видалити.

## Огляд програми
Це безкоштовна програма для читання книг містить у собі ще і вбудований магазин iBookStore, в якому можна купити книгу. Багато книг в ньому безкоштовні, а платні можна навіть трохи почитати перед тим як купити. Також програма дозволяє читати і зберігати документи у форматі .pda, які можна зберігати прямо з інтернету на пристрій. Також програма підтримує синхронізацію з комп'ютером через iTunes, при цьому книги мають бути в форматі .epub. При читанні книги можлива зміна шрифту, розміру тексту, підсвічування і кольору сторінок. Програма пропонує три варіанти кольору сторінки:
- Стандартний режим;
- Сепія;
- Нічний режим.

У самих книгах можна створювати закладки і робити виділення «маркером» з окремими позначками, колір яких теж можна вибирати. При відкритті програми перед читачем виникає біла книжкова полиця з різними книгами. При дотику, програма відкриває книгу. У версії для iPad текст двохсторінковий, це дозволяє великий екран iPad. У версії для iPhone і iPod Touch текст заповнює весь екран, як одна сторінка. В iBooks не можна переслати вкладенням в електронній пошті книги в форматі epub без використання комп'ютера.

### Формати
За допомогою програми iBooks можна читати цифрові книги наступних форматів:
- .ePub;
- .pdf;
- .ibooks — починаючи з версії 2.0.

За допомогою iTunes можна додавати в iBooks безкоштовні, незахищені файли .ePub або завантажувати придбані файли .ePub з магазину iBookstore. iBooks також підтримує файли формату .pdf, які можуть бути синхронізовані в iBooks вручну.
Підтримувані мови інтерфейсу: російська, арабська, каталонська, китайська, хорватська, чеська, данська, голландська, англійська, фінська, французька, німецька, грецька, іврит, угорська, індонезійська, італійська, японська, корейська, малайська, норвезька, польська, португальська, румунська, словацька, іспанська, шведська, тайська, турецька, українська, в'єтнамська.

## Збої в роботі
27 серпня 2024 року, о 7:15 (за київським часом), в роботі Apple Books та Mac App Store виникли збої, які призвели до порушення доступу деяких окремих користувачів до цих сервісів. Apple повідомлила, що збої були усунені станом на 21:40 (за київським часом).